# Restauracja Burbonów
Restauracja Burbonów – okres w historii Francji wyznaczony datami 1814–1830 (przerwany przez 100 dni Napoleona 20 marca – 22 czerwca 1815), od powrotu na tron dynastii Burbonów po upadku Napoleona I do rewolucji lipcowej. Okres formalnej monarchii parlamentarnej, z Kartą konstytucyjną jako podstawowym dokumentem państwowym, w czasie którego o wpływy rywalizowali liberałowie i ultrasi, zaś ambicje królów Ludwika XVIII i Karola X ścierały się ze zmieniającym się układem sił społecznych, w którym na czoło wysuwała się burżuazja. Jest to również okres szybkiego rozwoju kapitalizmu we Francji.

## Pierwsza Restauracja

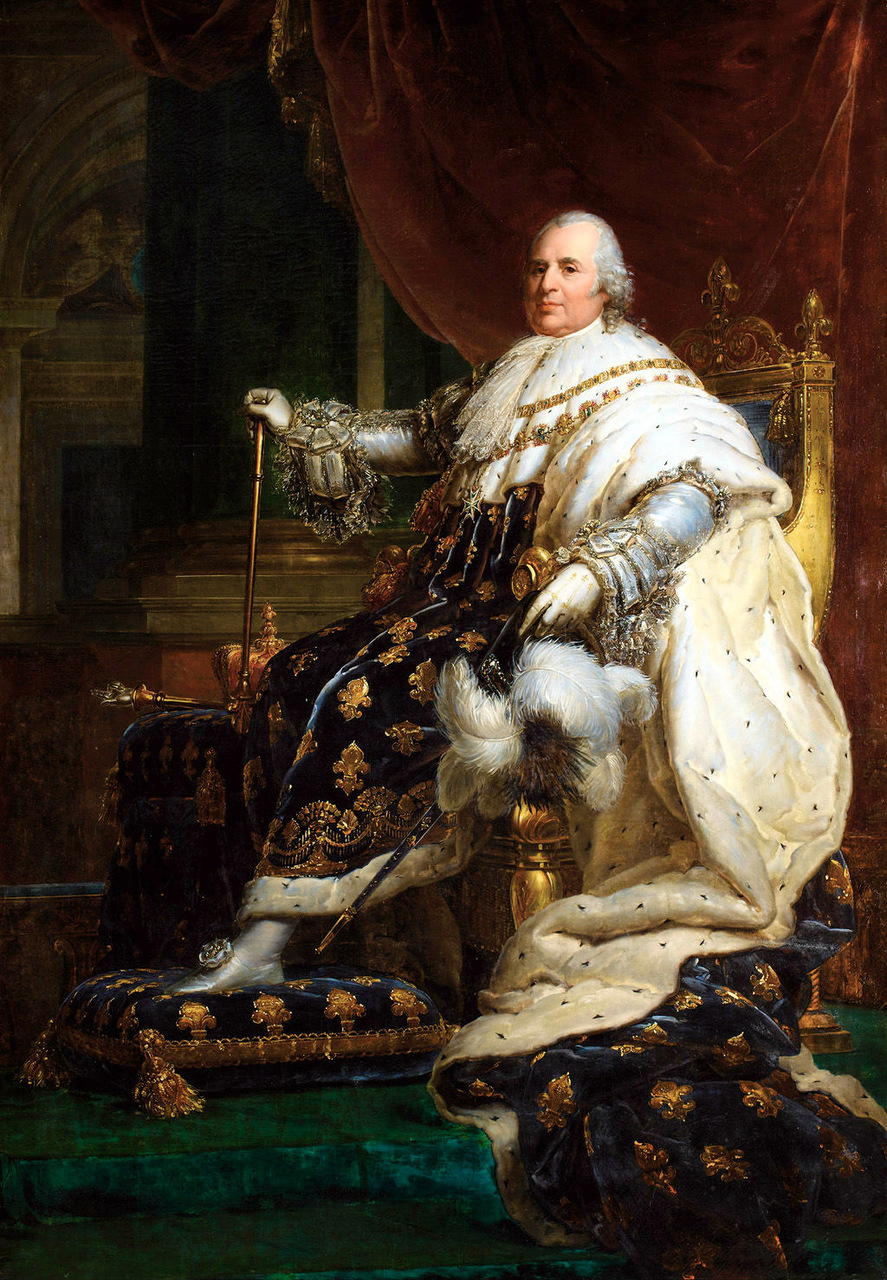
Ludwik XVIII

Zwycięska koalicja antyfrancuska pozytywnie odniosła się do koncepcji restauracji Burbonów (w osobie Ludwika, brata zgilotynowanego w 1793 Ludwika XVI), jednak nie życzyła sobie powrotu do zasad ustrojowych sprzed 1789, wskazywano raczej na model angielski oraz krótkie tradycje francuskiej monarchii konstytucyjnej 1791–1792. Ostatecznie podstawowe zasady nowego porządku miała wyznaczać opracowana przez króla i Senat Karta, łącząca pewne akcenty liberalne z wyraźnie monarchistycznym nastawieniem. Ludwik XVIII otwarcie deklarował, że nie ma zamiaru być „królem Rewolucji”, odrzucił również większość legislacyjnego dorobku Cesarstwa. Dokument zawierał jednak liczne sformułowania przepisane lub sparafrazowane z Deklaracji Praw Człowieka i Obywatela. Decydującą rolę ustrojową pozostawiono królowi, który miał samodzielnie prowadzić politykę zagraniczną, dowodzić armią oraz mógł rozwiązywać Izbę Deputowanych pod warunkiem zwołania nowych wyborów w ciągu trzech miesięcy. Otrzymał także prawo wydawania tzw. ordonansów – nadzwyczajnych dekretów, które jednak ograniczono do „przypadków szczególnego zagrożenia państwa”. Ważnym szczegółem było też podanie roku 1814 jako dziewiętnastego roku panowania Ludwika XVIII (tj. uznanie go za króla od momentu domniemanej śmierci syna Ludwika XVI). 4 czerwca 1814 senatorowie złożyli przysięgę na Kartę.
Pierwszej Restauracji położył nagły kres powrót Bonapartego z Elby; po Stu Dniach Burbonowie powrócili jednak na tron. Wydarzenie to, a przede wszystkim popularność, jaką nadal cieszył się Napoleon oraz część idei rewolucyjnych, przekonało ich o chwiejności własnego położenia i skłoniła do przejścia na bardziej konserwatywne pozycje polityczne. Ludwik XVIII przywrócił szereg przedrewolucyjnych ceremoniałów dworskich oraz dawną symbolikę monarchistyczną. Wykazywał się przy tym ogromnym brakiem znajomości nowych realiów w kraju.

## Druga Restauracja

### Rząd Talleyranda i „Chambre Introuvable”

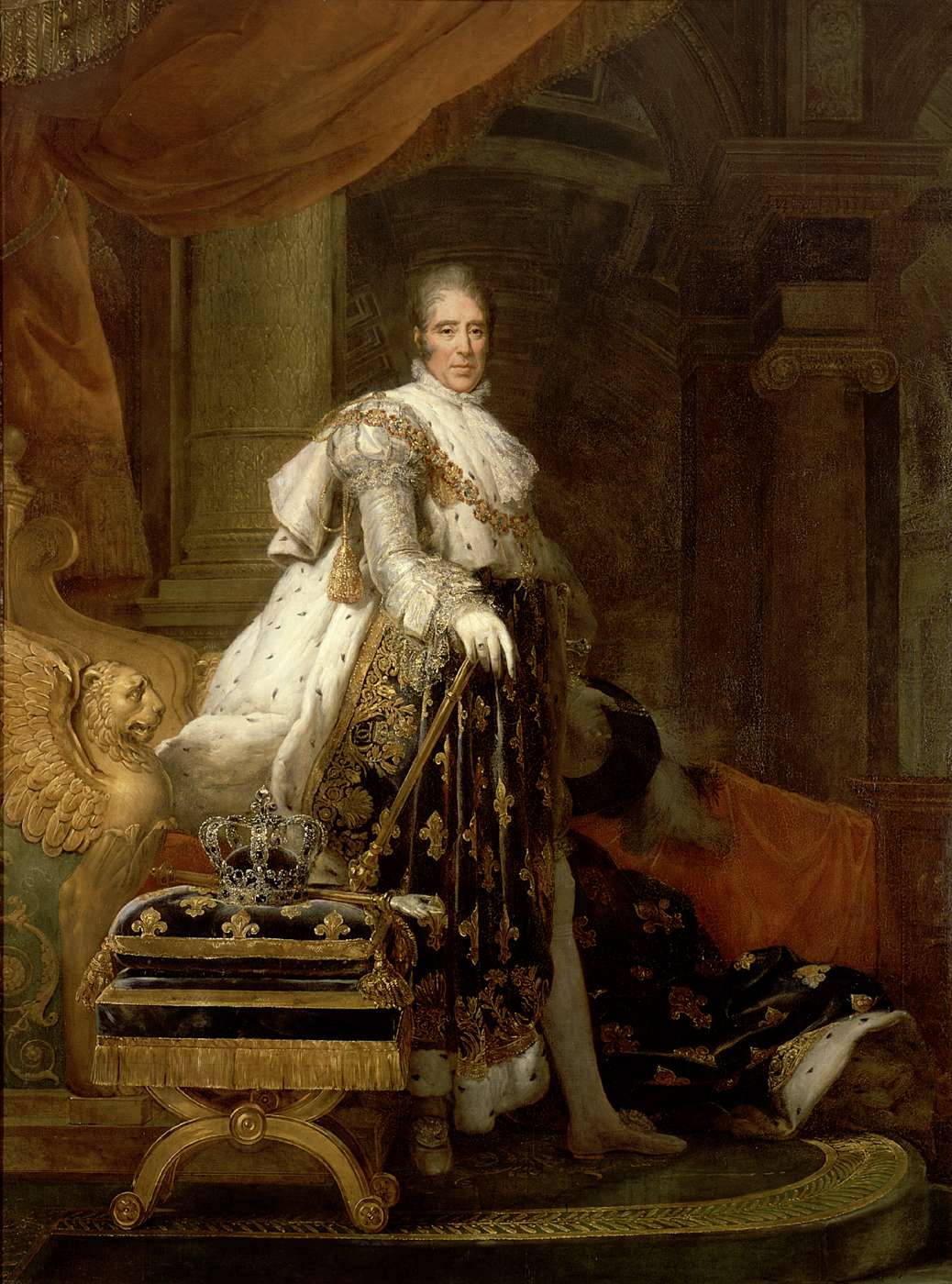
Karol X

Ludwik XVIII starał się mimo wszystko uniknąć kolejnego wygnania, toteż pierwszy gabinet składał się z politycznych centrystów, umiarkowanych polityków związanych zarówno z monarchią, jak i z bonapartyzmem. Charles de Talleyrand, legendarny dyplomata, nie sprawdził się jednak w roli premiera. Dorobek rządu był nikły, ponadto rząd, który nie był złożony z ultrasów, spotkał się z niezwykle agresywną kampanią nienawiści ze strony rojalistów. Cenzusowe wybory w sierpniu 1815 wyłoniły ultrarojalistyczną Izbę Deputowanych, jeszcze bardziej zdecydowaną w swoich poglądach niż sam król. Izba ta doprowadziła do upadku rządu, którego czołowe postacie wróciły na scenę polityczną dopiero po 1830. Sam Ludwik XVIII nie spodziewał się takiego składu parlamentu, jego słowa, iż nigdy nie myślał, że znajdzie tak zajadłych rojalistów sprawiły, że Izbę w tym składzie zaczęto nazywać Niemożliwą do znalezienia (Introuvable).
W tym okresie przede wszystkim południe Francji było areną masowych aktów przemocy przeciw podejrzewanym o bonapartyzm i poparcie dla rewolucji (biały terror).

### Rząd Richelieu – Decazes

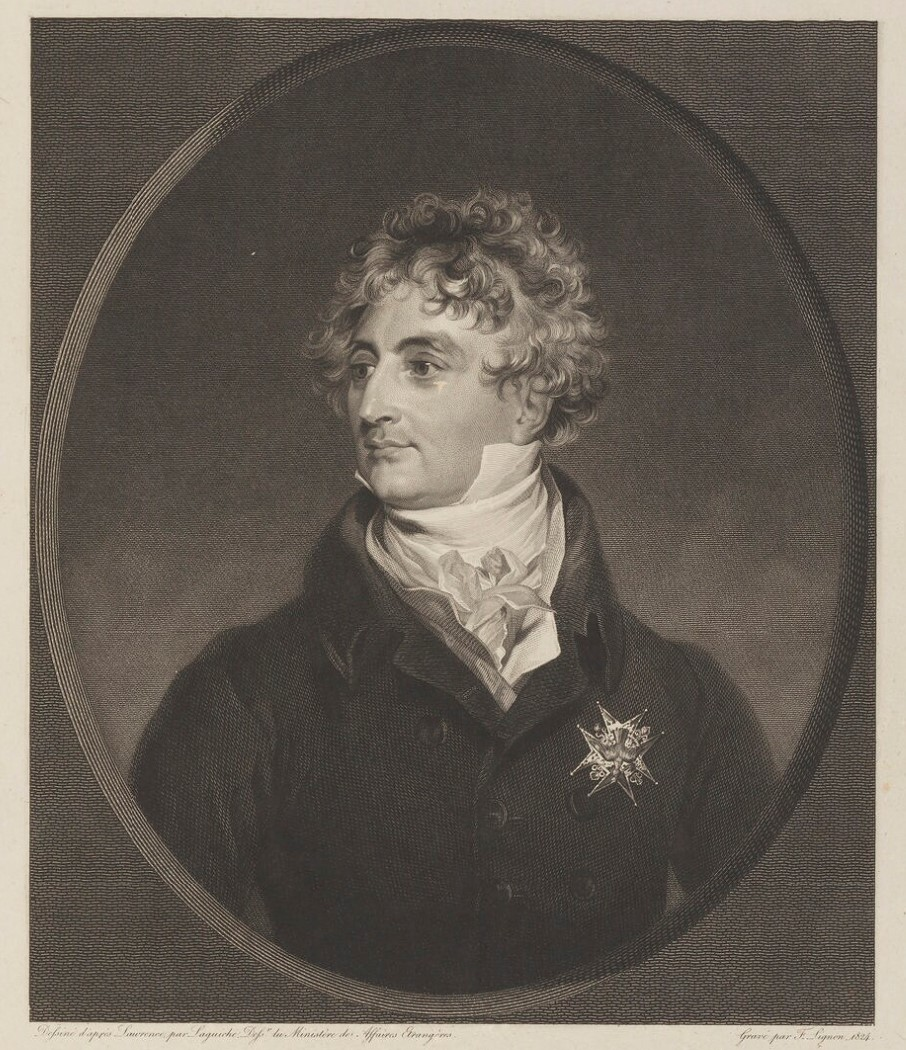
Książę de Richelieu

Ludwik XVIII nie miał jednak zamiaru całkowicie ustępować ultrasom (których gorąco popierał jego własny brat i późniejszy Karol X), toteż kolejny sformowany rząd również stanowił swoisty kompromis. Na jego czele stanął książę de Richelieu, rusofil i zdolny mąż stanu, zaś w jego otoczeniu wyróżniali się minister policji Decazes, osobisty pupil Ludwika XVIII, minister finansów Louis oraz najbardziej prawicowy w całej grupie minister spraw wewnętrznych Vincent de Vaublanc. I ten rząd był w permanentnym konflikcie z Izbą, przede wszystkim o pozycję religii w państwie, budżet oraz represji przeciwko wrogom monarchii, na których szczególnie zależało deputowanym Chambre Introuvable.
W sprawie religii za czasów tego rządu uchwalono zakaz rozwodów (1816), oddanie szkolnictwa pod opiekę księży katolickich (1816) oraz dopłaty dla struktur kościelnych od państwa. Nie wymówiono jednak konkordatu z 1801 oraz nie oddano kościołowi całości majątków znacjonalizowanych przez Konwent Narodowy. Całkowicie z kolei rząd ustąpił w sprawie represji – wygnano wszystkich królobójców (tzn. członków Konwentu, którzy zagłosowali za śmiercią Ludwika XVI), usunięto z administracji podejrzanych o bonapartyzm, a szczególnie aktywnych w czasie Stu Dni rozstrzelano (np. marszałka Neya).
5 października Ludwik XVIII rozwiązał parlament, widząc niezdolność ultrasów do konstruktywnej współpracy z mniej radykalnym rządem, którego dorobek w dziedzinie uporządkowania finansów oraz stosunków międzynarodowych doceniał. Nowe wybory do Izby we wrześniu 1816 spotkały się ze słabą frekwencją i osłabiły pozycję ultrasów. Rząd utrzymał się do 1818, kiedy Richelieu odszedł na skutek konfliktów wewnętrznych i nieudanej reorganizacji gabinetu w kierunku bardziej konserwatywnym.

### Rząd Dessolesa oraz rząd Decazesa

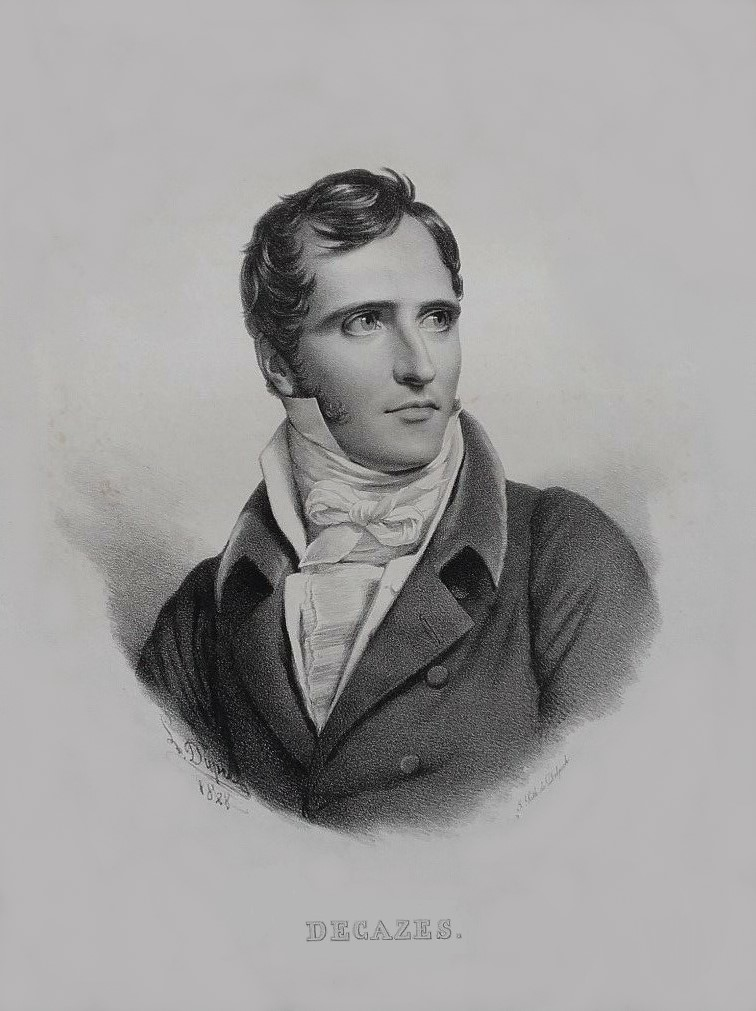
Elie Decazes

Ludwik XVIII wolał jednak utrzymać dotychczasowy profil rządów, oddając tekę premiera najpierw liberałowi Augustinowi Dessolesowi, następnie zaś Èlie Decazesowi. Generalnie oznaczało to zwrot ku centrum, rząd miał też poparcie nielicznej parlamentarnej lewicy (opowiadającej się za monarchią konstytucyjną z wiodącą rolą parlamentu). Największym osiągnięciem gabinetu było zaskakująco liberalne prawo prasowe, znoszące cenzurę prewencyjną oraz obniżające kary za przestępstwa prasowe. Równocześnie zachowano jednak prawo zakładania dzienników dla osób mogących wcześniej wpłacić określoną sumę, co oznaczało pozostawienie prasy w rękach najbogatszych.
W 1819 w nowych wyborach do Izby doszło do większej polaryzacji politycznej: prawie zniknęli centryści, wyraźny stał się podział na liberałów oraz na ultrasów. W tej sytuacji dotychczasowa polityka manewrowania stosowana przez rząd stawała się niemożliwa. Decazes, widząc rozwój nielegalnych radykalnych organizacji, zdecydował się na zdecydowany krok: zasugerował nadanie płacącym najwyższe podatki prawa podwójnego głosowania oraz rezygnację z zapisu o wymianie 1/5 posłów Izby co roku na rzecz zwykłych pięcioletnich kadencji. Nie przekonał ultrasów, za to stracił trzech ministrów – Dessolesa, Saint-Cyra oraz Louisa, nie znajdując chętnych na ich miejsce. Koniec rządowi położyło zabójstwo księcia de Berry, nadziei na kontynuację dynastii, przez republikanina Louvela. Ultrasi uznali to morderstwo za efekt polityki umiarkowania i w 1820 Decazes musiał odejść.

### Rząd Richelieu

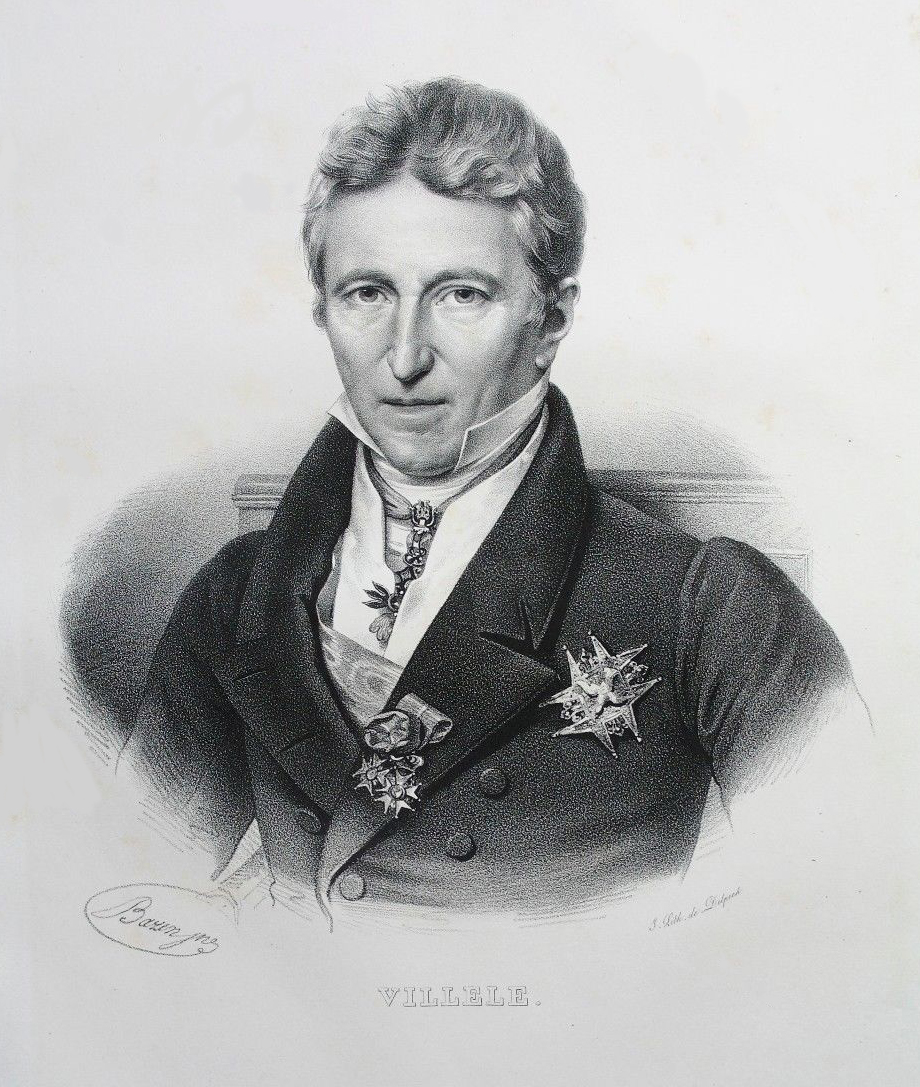
de Villele

Rząd Decazesa był ostatnim umiarkowanym gabinetem. Richelieu, sprawujący stanowisko premiera bez dawnego entuzjazmu i energii, oparł się zdecydowanie na prawicy parlamentarnej, która jednak nigdy do końca go nie zaakceptowała. Pod presją prawicy uchwalono prawo wyborcze oparte na niegdyś odrzuconych postulatach Decazesa, uchwalono specjalnie środki przeciw tajnym stowarzyszeniom i osobom uznanym za niebezpieczne oraz zawieszono prawo prasowe. Kolejne wybory 1821 wzmocniły pozycję ultrasów, którzy doprowadzili do upadku rządu.

### Rząd Villèlego
Nowy gabinet składał się w całości ze zwolenników powrotu do stanu sprzed 1789, skupionych wokół Karola Burbona i premiera. Ludwik XVIII, wówczas już stary i zniedołężniały, w bardzo ograniczonym stopniu angażował się w politykę. Villèle okazał się premierem umiarkowanym w słowach, lecz zdecydowanym w czynach, ograniczając w zdecydowany sposób wolność prasy, poszerzając wpływ katolików na szkolnictwo oraz organizując interwencję na rzecz Ferdynanda VII w Hiszpanii. Od 1823 miał zresztą zdecydowane poparcie nowej Izby, tak bardzo przypominającej politycznie Chambre Introuvable, że zyskała ona przydomek Retrouvée – Odnaleziona. Dopiero spór o opodatkowanie majątków należących do dawnych imigrantów, co miało pomóc w zamknięciu budżetu, wywołało konflikt między gabinetem a parlamentem, z trudem zakończony kompromisem, do czego niewątpliwie przyczyniła się śmierć Ludwika XVIII w 1824. Villèle starał się uspokoić swoich prawicowych zwolenników konsekwentną realizacją najbardziej antyliberalnych planów króla, w tym ostateczną rozprawą z prawem prasowym, udziałem w interwencji w Grecji oraz rozwiązaniem Gwardii Narodowej. Rząd tracił jednak popularność poprzez niezdecydowaną politykę gospodarczą, sprzeczną z oczekiwaniami rosnącej w siłę burżuazji. W rezultacie wybory 1827 przyniosły zwycięstwo liberałom, które pociągnęło za sobą koniec gabinetu.

### Rząd Martignaca
Nowy premier, Jean Baptiste de Martignac, był dobrym mówcą i doświadczonym parlamentarzystą, umiarkowanym liberałem. Jego rząd wycofał niektóre regulacje wprowadzone przez poprzednika, m.in. odbierając zakonowi jezuitów prawo nauczania w szkołach. W kwietniu 1828 zniknęła cenzura prewencyjna, premier publicznie wypowiadał się też jako zwolennik reformy wyborczej, tracąc stopniowo poparcie króla. W 1829 miał już przeciwko sobie zarówno liberałów (rozczarowanych małą skalą reform) oraz ultrasów (przeciwnych wszelkim zmianom). Dodatkowo na wiosnę tego samego roku Karol X odbył podróż po Francji, w czasie której, przyjaźnie przyjmowany przez z góry przygotowywane osoby, uznał się za monarchę cieszącego się dużą popularnością, mogącego sobie pozwolić na z dawna planowane modyfikacje ustrojowe. W tym celu zdymisjonował Martignaca i rozwiązał Izbę Deputowanych, powołując nowy rząd zdecydowanego ultrasa Juliusza de Polignaca. Miał to być krok w kierunku odbudowy absolutyzmu, który Karol X sygnalizował od początku rządów.

### Rząd Polignaca
Juliusz de Polignac, dotąd ambasador w Wielkiej Brytanii, znany był ze swojego ultrakatolicyzmu i konserwatyzmu. W skład rządu weszli wyłącznie podobni mu ludzie -– m.in. ministerstwo wojny przeszło w ręce marszałka Bourmonta, ongiś dezertera spod Waterloo, zaś ministrem spraw wewnętrznych został hrabia la Bourdonnaye, były przywódca białego terroru. Rząd od początku miał przeciwko sobie zorganizowaną i zdeterminowaną jak nigdy opozycję liberalną, która w marcu opublikowała tzw. Adres, przesłanie do króla, w którym mimo deklaracji lojalności wobec Karola X domagano się poszerzenia katalogu swobód obywatelskich oraz między wierszami grożono bardziej zdecydowaną akcją. Karol X zignorował jednak pismo, ufając w swoje poparcie, zwłaszcza w świetle sukcesów podboju kolonialnego w Algierii. Mimo tego, wbrew oczekiwaniom króla, w lipcu 1830 274 deputowanych liberalnych przeciwko 142 konserwatystom zagłosowało przeciw dalszemu funkcjonowaniu rządu.

### Ordonanse
Karol X zdecydował wówczas o zastosowaniu swoich nadzwyczajnych prerogatyw i wydaniu pięciu ordonansów. 25 lipca wprowadził wyjątkowo restrykcyjną cenzurę prasy, rozwiązał parlament i wprowadził jeszcze bardziej elitarystyczne prawo wyborcze. Odpowiedzią były masowe manifestacje. Rewolucja lipcowa położyła kres Restauracji. Karol X tylko w pierwszej chwili próbował walczyć o władzę; zrezygnował na rzecz wnuka, widząc determinację paryżan.